# Telescopio di 3,6 metri dell'ESO
Il telescopio di 3,6 metri dell'ESO è un telescopio riflettore ottico, con uno specchio del diametro di 3,6 m. Fa parte dell'ESO ed è situato all'Osservatorio di La Silla, dove ha visto la prima luce il 7 dicembre 1976. Negli anni '70 era uno dei telescopi più grandi del mondo, e rappresentava la sfida europea nel costruire e gestire un telescopio di 3-4 metri di diametro nell'emisfero sud.
 
Negli anni esso è stato costantemente migliorato, includendo l'installazione di un nuovo specchio secondario nel 2004 e, soprattutto, l'aggiunta dello spettrografo HARPS; le modifiche hanno permesso di mantenere questo telescopio tra quelli più produttivi e contribuito a farlo rimanere un'efficiente apparecchiatura di ricerca astronomica.

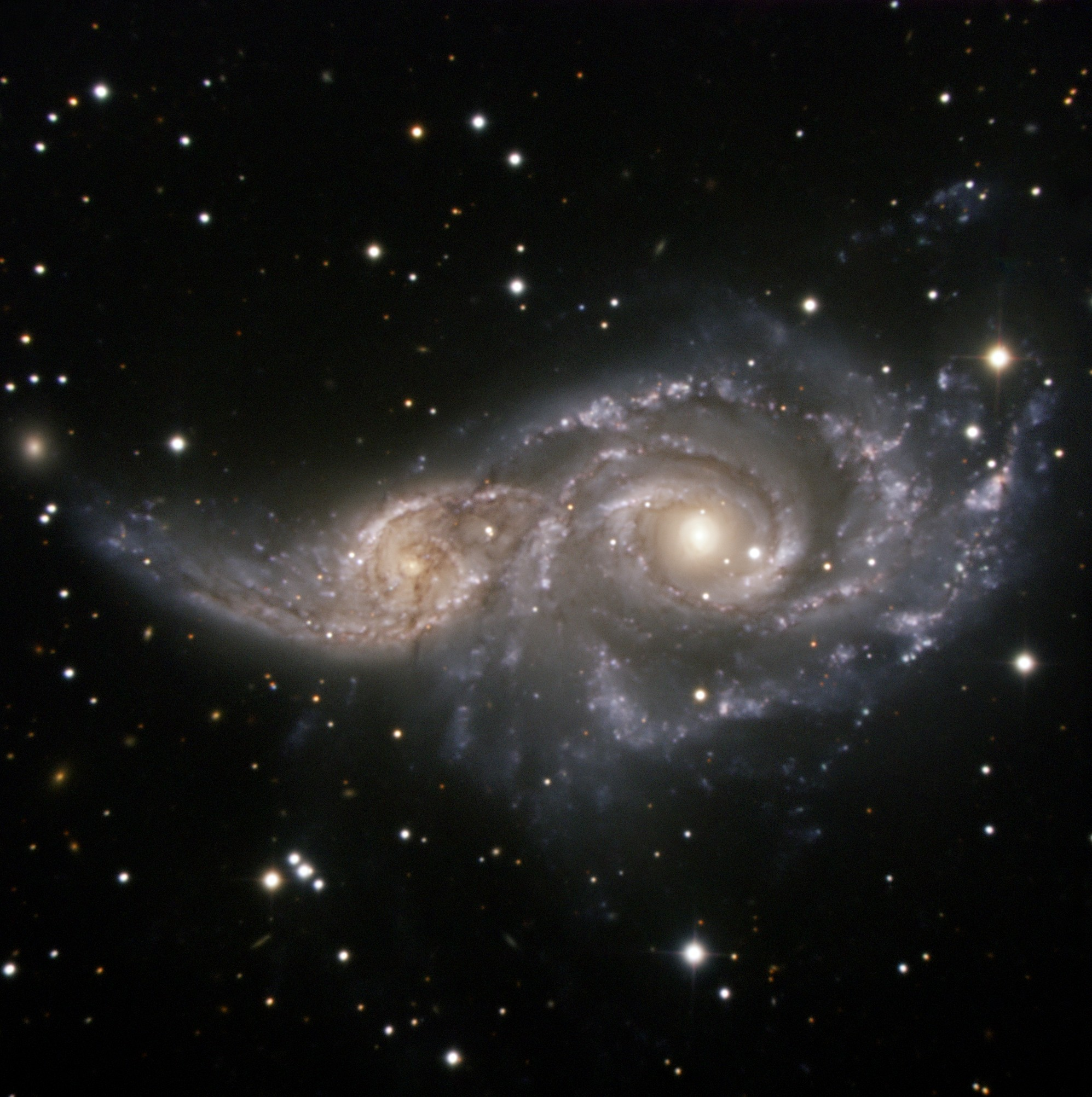
Immagine di due galassie interagenti scattata dal telescopio

## Risultati scientifici

Immagine a 360º dell'interno

Il telescopio ESO da 3,6 m ha fatto diverse scoperte scientifiche da quando ha visto la luce. Recenti risultati astronomici di elevato livello sono stati resi possibili dallo spettrografo HARPS, uno strumento "top-class". Questi includono l'aver trovato il pianeta extrasolare più leggero conosciuto al momento della scoperta, Gliese 581 e, che ha solo il doppio della massa della Terra, e il più ricco sistema planetario conosciuto al momento, Gliese 667, che al momento della scoperta risultava costituito da sette pianeti orbitanti attorno a una stella simile al Sole.
Il telescopio è stato anche coinvolto nella risoluzione di un mistero plurisecolare riguardante la massa delle stelle variabili Cefeidi. Usando lo strumento HARPS, gli astronomi hanno rilevato per la prima volta una stella doppia in cui una variabile Cefeide pulsante e un'altra stella passano l'una di fronte all'altra, il che consente di misurare la massa della Cefeide. Lo studio ha concluso che la previsione di massa proveniente dalla teoria della pulsazione stellare era corretta mentre il valore calcolato era in contrasto con la teoria dell'evoluzione stellare.
Il 24 aprile 2007 un gruppo di ricercatori diretto dall'astronomo svizzero Stéphane Udry ha comunicato la scoperta del pianeta extrasolare Gliese 581 c. Il team ha utilizzato lo spettrografo HARPS del telescopio e ha utilizzato la tecnica della velocità radiale per identificare l'influenza del pianeta sulla stella.
Nel 2009, il telescopio è stato utilizzato per scoprire 75 candidati per i pianeti extrasolari e nel 2011 ne sono stati annunciati altri 50.

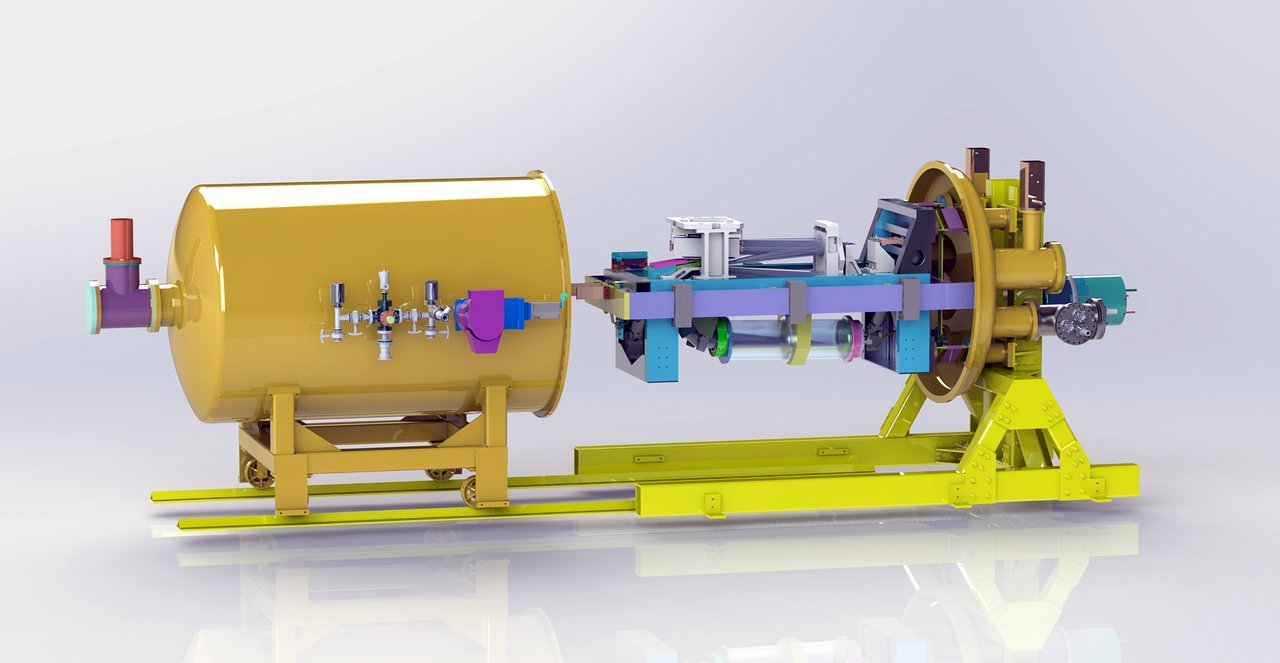
Raffigurazione dello strumento NIRPS (Near Infra Red Planet Searcher)